# Samm Bennett
Samm Bennett (Birmingham (Alabama), 1957) is een Amerikaanse drummer, percussionist en singer/songwriter. Hij is actief in de (experimentele) jazz.  
Bennett drumt vanaf zijn zevende, op zijn twaalfde kreeg hij zijn eerste drumstel. Als tiener kreeg hij belangstelling voor muziek van improviserende musici als Derek Bailey en Afrikaanse muziek. In 1977 vertrok hij met zijn drumstel naar Boston en speelde daar regelmatig met de band Ensemble Garuda, die vrij improviseerde. Hij speelde in die tijd ook met klarinettist Don Byron en begon solo-concerten op percussie te geven. Af en toe ging hij naar New York waar hij les kreeg van drummers als Barry Altschul. In Nigeria maakte hij kennis met de lokale muziek en leerde hij verschillende Afrikaanse (vooral percussie-)instrumenten spelen. In 1983 woonde hij kort in Brussel, waar hij zijn eerste solo-plaat maakte. 
Rond 1984 ging hij naar New York, waar hij met gitarist Elliot Sharp en saxofonist Ned Rothenberg het noisy trio Semantics (experimentele rock) oprichtte. Bennett was tevens een van de oprichters, in 1985, van de groep Bosho. Met cellist Tom Cora richtte hij het improvisatie-trio Third Person op, dat steeds een ander gast-lid had (waaronder Zeena Parkins, Don Byron en Wayne Horvitz) en dat tot aan de dood van Cora in 1998 actief was. In de jaren tachtig werkte Bennett veel met samples en elektronica. Eind jaren tachtig begon hij dit te gebruiken als basis voor door hem zelf geschreven en gezongen songs, die hij bracht met zijn band Chunk, opgericht in 1989. In New York heeft Bennett met talloze muzikanten gespeeld, waaronder John Zorn en Fred Frith. 
In 1995 verhuisde Bennet naar Tokio, waar hij met improviserende Japanse musici samenwerkt. Met zangeres Haruna Ito maakte hij verschillende platen onder de naam Skist. Op deze platen onderzoekt hij nieuwe richtingen in ritme en vorm. In Tokyo trad hij tevens op met nieuw song-materiaal. 

## Discografie (selectie)
Solo
- Metafunctional: Solo Percussion, Igloo, 1984
- Life of Crime (met Chunk), Cargo, 1991
- Place of General Happiness, Lyrics by Ernest Noyes Brookings, vol. 2, ESD, 1991
- Big Off, (met onder meer leden van Chunk) Knitting Factory Works, 1993
- Samm Bennet's History of the Last Five Minutes (met gitarist Hahn Rowe), Knitting Factory Works, 1995
- Secrets of Teaching Yourself Music (live), 2004

Semantics
- Semantics, Rift, 1985
- Bone of Contention, SST, 1987

Bosho
- Chop Socky, Dossier, 1987

Third Person
- The Bends, Knitting Factory Works, 1991
- Lucky Water, Knitting Factory Works, 1995

Skist
- Ready Question, S-inc., 2000
- Jook Parachute, S-inc., 2000
- Ellipsis, Polarity, 2002
- Taking Something Somewhere, Polarity, 2006

diversen
- Selected Works in Progress 1998-1999 (GoNoGoNoGo, met Ito), Polarity, 1998
- Cold Blowaway Sizeup (met Kazuhisa Uchihashi), Psycho, 2000
- Are you be (groep R.U.B. met Rothenberg en Uchihashi), Animul, 2002